# Partij van de Armen

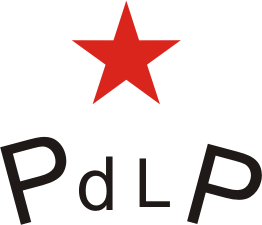
Embleem van de Partij van de Armen

De Partij van de Armen (Spaans: Partido de los Pobres, PdlP) was een guerrillabeweging die actief was in de Mexicaanse deelstaat Guerrero. De beweging werd opgericht door Lucio Cabañas als vreedzame sociale beweging, maar radicaliseerde en werd uiteindelijk een gewelddadige gewapende organisatie. De ontvoering van senator Rubén Figueroa Figueroa en van de schoonvader van president Luis Echeverría gelden als de bekendste acties van de Partij van de Armen.

## Achtergrond
De PdlP kwam op in de deelstaat Guerrero, traditioneel een van de armste en onrustigste delen van het land. Van alle staten heeft alleen Chiapas een lagere notering op de index van de menselijke ontwikkeling, en de gemeenten Metlatónoc en Cochoapa el Grande zijn de armsten van Mexico. De macht in Guerrero lag in de handen van caciques, lokale strongmen die door uitgebreide cliëntelistische netwerken hun eigen domeinen onder de duim wisten te houden. Zoals in de rest van het land was in de jaren 60 en 70 de Institutioneel Revolutionaire Partij (PRI) de enige partij van betekenis in Guerrero. Formeel was Mexico een democratie, maar het bestuur van het land was op alle niveaus in handen van de PRI, en het was niet mogelijk een politieke positie te bereiken buiten die partij of een van haar satellietpartijen om.
De Mexicaanse politiek was na 1968 fors gepolariseerd toen de regering met zwaar geweld de studentenopstanden neersloeg, wat op 2 oktober van dat jaar leidde tot het Bloedbad van Tlatelolco waarbij zeker 250 demonstranten het leven verloren. Na Tlatelolco en opnieuw na het Bloedbad op Corpus Cristi van 1971  geloofden veel dissidenten dat de PRI hervormingen op vreedzame wijze onmogelijk maakte, waardoor de steun voor gewapende verzetsbewegingen groeide.

## Geschiedenis
De PdlP ontstond op 18 mei 1967 nadat Lucio Cabañas, schoolmeester in Atoyac de Álvarez, in conflict was gekomen met het schoolbestuur over het invoeren van schooluniformen, waar Cabañas zich tegen verzette. Er vond een confrontatie plaats tussen het Mexicaanse Leger en de aanhangers van Cabañas, waarbij de laatsten het onderspit dolven en de bergen van de Zuidelijke Sierra Madre invluchtten. Vanuit de bergen bouwde Cabañas een verzetsorganisatie op en bereidde zijn opstand voor.
Op 23 augustus 1972 kwam het voor het eerst tot een gewapend treffen toen een "Rechtvaardigingsbrigade" van de Partij van de Armen een afdeling van het Mexicaanse Leger aanviel, waarbij de rebellen als overwinnaars uit de bus kwamen. Er vielen in totaal achttien slachtoffers en de guerrillero's maakten twintig soldaten gevangen. Na deze en andere overwinningen werd Cabañas al snel het symbool van het gewapende verzet in Mexico. Hij bereikte haast een mythische status. Zo gingen er verhalen rond dat hij een lijfwacht zou hebben die geheel uit vrouwen bestond, en 's nachts met een zak goudstukken door Guerrero trekken om het goud aan de armen uit te delen. Andere gewapende organisaties, waaronder de Beweging van Revolutionaire Actie (MAR) en Communistische Liga 23 September poogden gebruik te maken van deze populariteit en zochten samenwerking met de Partij van de Armen, die dat altijd probeerde af te houden. De MAR en 23 september haalden hun steun eerder uit geradicaliseerde studenten en stedelijke intellectuelen en hadden een uitgesproken marxistisch karakter, terwijl de Partij van de Armen het van plattelandsbewoners moest hebben en bovendien weigerde een ideologische stellingname in te nemen.
In 1973 werd Amerikaanse consul in Guadalajara Terrance Leonhardy gevangengenomen en na betaling van losgeld en de vrijlating van 30 gevangenen vrijgelaten. In mei 1974 gijzelde de Partij van de Armen Rubén Figueroa, senator voor Guerrero en kandidaat voor het gouverneurschap, en op 28 augustus 1974 wist het generaal José Guadalupe Zuno, de vader van first lady María Esther Zuno gevangen te nemen. Op 6 september werd hij weer vrijgelaten. Hierdoor verhevigde de reactie van de Mexicaanse regering. President Luis Echeverría liet een vijfde deel van het leger naar Guerrero sturen en verschillende dorpen die ervan verdacht werden leden van de PdlP te huizen met napalm bestoken. Veel leden of vermoedelijke leden van de PdlP werden gearresteerd en vaak zonder proces jarenlang vastgezet, anderen werden het slachtoffer van gedwongen verdwijningen of simpelweg vermoord.
De PdlP viel uit elkaar na de dood van Cabañas, die op 2 december 1974 bij een shootout met het Mexicaanse leger, dat er bij die actie in slaagde Figueroa te bevrijden, om het leven kwam. Vermoedelijk sloten de overgebleven leden van de Partij van de Armen zich aan bij de Revolutionaire Arbeiders- en Boerenpartij - Unie van het Volk (PROC-UP), die verschillende bomaanslaagden pleegde op PRI-vestigingen. De PROC-UP hield rond 1989 op te bestaan. Verschillende oud-leden van de Partij van de Armen maken tegenwoordig naar alle waarschijnlijkheid deel uit van het Revolutionair Volksleger (EPR), en mogelijk ook van het Zapatistisch Nationaal Bevrijdingsleger (EZLN) en de Volksassemblee van de Volkeren van Oaxaca (APPO), hoewel dat veel minder zeker is.